# Николаевка (Советский сельсовет)
Николаевка — посёлок в Бугурусланском районе Оренбургской области в составе Советского сельсовета.

## География
Находится на расстоянии примерно 34 километров по прямой на северо-восток от центра города Бугуруслан.

## История
Известен с 1861 года.

## Население
Население составляло 19 человек в 2002 году (русские 95 %), 10 по переписи 2010 года.